# Bilki, Hosanagara
Bilki là một làng thuộc tehsil Hosanagara, huyện Shimoga, bang Karnataka, Ấn Độ.